# Орфагор
Орфагор (грец. Ορθαγόρας; д/н-648 р. до н. е.) — тиран міста Сікіон з 665 до 648 року до н. е. Засновник ахейської династії Орфагоридів.

## Життєпис
Народився у м. Сікіон, був сином Андрія, який, за легендою, був кухарем. Хоча дослідник Берве вважав його виходцем з ахейської знаті. Про молоді роки Орфагора нічого не відомо. Спочатку він командував прикордонними загонами у війні із сусіднім містом Пелленою. Тут він довів свою звитягу й був призначений керувати військом, що складалося із сільських гоплітів. Орфагор зміг завоювати прихильність свого війська й народа.
На чолі Сікіона стояла дорійська аристократія, яка гнобила ахейське населення, що складало основну частини мешканців держави. Тому зміцнивши позиції Орфагор зумів успішно зчинити заколот проти дорійської знаті й стати тираном. Втім, його правління не сприймалося як тиранічне.
За своє життя як володар Сікіона Орфагор мав загальну підтримку.

## Родина
- донька (ім'я точно невідоме — можливо Тісандра), дружина Аристоніма.